# 国際消防救助隊

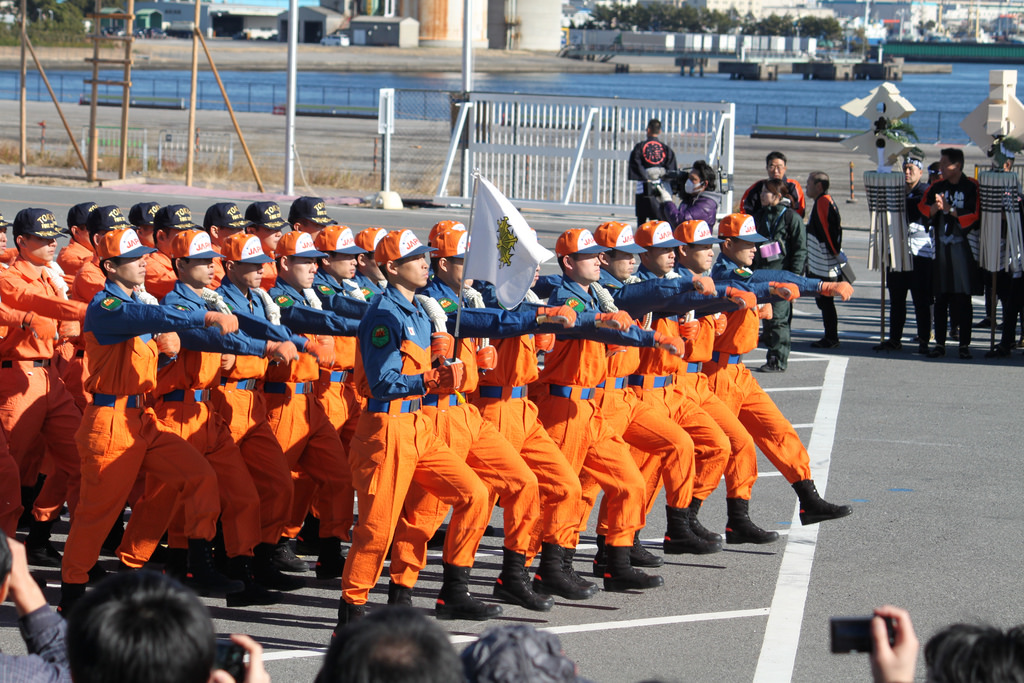
東京消防庁の国際消防救助隊

国際消防救助隊(こくさいしょうぼうきゅうじょたい、International Rescue Team of Japan FireーService:IRT－JF)とは、海外で大規模災害が発生した際に各自治体の国際消防救助隊登録消防本部の救助隊から編成され、国際緊急援助隊（JDR）救助チームの一員として被災地に派遣され救助活動を行う部隊である。
1985年にコロンビアで発生したネバドデルルイス火山噴火において、日本政府は消防救助隊の派遣を検討したものの、当時海外に消防本部の要員を派遣する制度はなく、コロンビア政府の意向もあり実現しなかった。この教訓から、自治省消防庁（現 総務省消防庁）は海外で大規模災害が発生した際に消防本部から救助隊を派遣する制度を整備することとなった。
1986年4月に国際消防救助隊が発足。同年8月にはニオス湖ガス噴出災害、10月にエルサルバドル地震災害に消防救助隊を派遣した。1987年9月に国際緊急援助隊の派遣に関する法律の施行に伴い、国際消防救助隊は国際緊急援助隊救助チーム（消防庁・警察庁・海上保安庁）の一員として位置づけられることになった。

## 部隊概要
国際消防救助隊は各消防本部の特別救助隊や特別高度救助隊などから選抜された隊員により編成され、隊員の多くは特別な訓練を受け、電磁波人命探査装置など高度救助資機材にも精通している。東京消防庁の消防救助機動部隊（ハイパーレスキュー）を中心に編成される場合が多く、他の消防本部が当番制であるのに対し、東京消防庁のみは常時派遣可能な体制をとっている。
同部隊は海外で大規模災害発生時に被災国の要請を受けた政府が国際協力機構（JICA）の調整の下に編成される国際緊急援助隊の救助チームの一員として被災国に派遣され捜索救助にあたる。
なお、救助チームとして直接救援活動に従事するほかにも、国際緊急援助隊専門家チームとして被災地の情報収集や防災関係者への救助技術の指導等にあたる場合もある。
同隊のシンボルは、緑色の地球儀を背景に略称である「JF　IRT」、下方に”握手する二つの手”の描かれたワッペンである。略称のIRTから「愛ある手」とも呼ばれている。しかし、国際緊急援助隊の派遣に関する法律の施行に伴い、現在は国際消防救助隊も国際緊急援助隊救助チームの一員として消防・警察・海保の混成チームで活動する事や派遣に対して国際協力機構から活動服が支給されるために実際に現地で活動する際はIRTのワッペンではなく国際緊急援助隊の青色を背景に日本国旗と「Japan Disaster Relief Team　JDR」と書かれているワッペンを付けている。
なお、国際緊急援助隊救助チームは2010年に国連人道問題調整事務所が主催する国際都市型捜索救助チームの能力評価において、最高レベルの救助能力評価である「ヘビー級チーム」の認定を受けた。

## 登録本部
| ブロック     | 都道府県 | 消防本部                                 |
| ------------ | -------- | ---------------------------------------- |
| 北海道・東北 | 北海道   | 札幌市消防局                             |
| 北海道・東北 | 青森県   | 八戸地域広域市町村圏事務組合消防本部     |
| 北海道・東北 | 秋田県   | 秋田市消防本部                           |
| 北海道・東北 | 宮城県   | 仙台市消防局                             |
| 北海道・東北 | 福島県   | 郡山地方広域消防組合消防本部             |
| 北海道・東北 | 福島県   | いわき市消防本部                         |
| 関東         | 茨城県   | 水戸市消防局                             |
| 関東         | 茨城県   | 茨城西南地方広域市町村圏事務組合消防本部 |
| 関東         | 栃木県   | 宇都宮市消防局                           |
| 関東         | 群馬県   | 前橋市消防局                             |
| 関東         | 群馬県   | 高崎市等広域消防局                       |
| 関東         | 埼玉県   | さいたま市消防局                         |
| 関東         | 埼玉県   | 川口市消防局                             |
| 関東         | 埼玉県   | 川越地区消防局                           |
| 関東         | 埼玉県   | 埼玉県南西部消防本部                     |
| 関東         | 千葉県   | 千葉市消防局                             |
| 関東         | 千葉県   | 船橋市消防局                             |
| 関東         | 千葉県   | 松戸市消防局                             |
| 関東         | 千葉県   | 柏市消防局                               |
| 関東         | 千葉県   | 市原市消防局                             |
| 関東         | 千葉県   | 市川市消防局                             |
| 関東         | 千葉県   | 佐倉市八街市酒々井町消防組合消防本部     |
| 関東         | 東京都   | 東京消防庁                               |
| 関東         | 神奈川県 | 横浜市消防局                             |
| 関東         | 神奈川県 | 川崎市消防局                             |
| 関東         | 神奈川県 | 相模原市消防局                           |
| 関東         | 神奈川県 | 横須賀市消防局                           |
| 関東         | 神奈川県 | 藤沢市消防局                             |
| 中部         | 新潟県   | 新潟市消防局                             |
| 中部         | 新潟県   | 上越地域消防局                           |
| 中部         | 長野県   | 長野市消防局                             |
| 中部         | 長野県   | 松本広域消防局                           |
| 中部         | 富山県   | 富山市消防局                             |
| 中部         | 石川県   | 金沢市消防局                             |
| 中部         | 福井県   | 福井市消防局                             |
| 中部         | 岐阜県   | 岐阜市消防本部                           |
| 中部         | 静岡県   | 静岡市消防局                             |
| 中部         | 静岡県   | 浜松市消防局                             |
| 中部         | 愛知県   | 名古屋市消防局                           |
| 中部         | 三重県   | 四日市市消防本部                         |
| 近畿         | 滋賀県   | 大津市消防局                             |
| 近畿         | 滋賀県   | 湖南広域消防局                           |
| 近畿         | 京都府   | 京都市消防局                             |
| 近畿         | 大阪府   | 大阪市消防局                             |
| 近畿         | 大阪府   | 堺市消防局                               |
| 近畿         | 大阪府   | 豊中市消防局                             |
| 近畿         | 大阪府   | 高槻市消防本部                           |
| 近畿         | 大阪府   | 東大阪市消防局                           |
| 近畿         | 大阪府   | 吹田市消防本部                           |
| 近畿         | 大阪府   | 枚方寝屋川消防組合消防本部               |
| 近畿         | 大阪府   | 守口市門真市消防組合消防本部             |
| 近畿         | 兵庫県   | 神戸市消防局                             |
| 近畿         | 兵庫県   | 姫路市消防局                             |
| 近畿         | 兵庫県   | 尼崎市消防局                             |
| 近畿         | 兵庫県   | 西宮市消防局                             |
| 近畿         | 奈良県   | 奈良市消防局                             |
| 近畿         | 和歌山県 | 和歌山市消防局                           |
| 中国・四国   | 岡山県   | 岡山市消防局                             |
| 中国・四国   | 岡山県   | 倉敷市消防局                             |
| 中国・四国   | 広島県   | 広島市消防局                             |
| 中国・四国   | 広島県   | 福山地区消防組合消防局                   |
| 中国・四国   | 鳥取県   | 鳥取県西部広域行政管理組合消防局         |
| 中国・四国   | 島根県   | 松江市消防本部                           |
| 中国・四国   | 山口県   | 下関市消防局                             |
| 中国・四国   | 香川県   | 高松市消防局                             |
| 中国・四国   | 徳島県   | 徳島市消防局                             |
| 中国・四国   | 高知県   | 高知市消防局                             |
| 中国・四国   | 愛媛県   | 松山市消防局                             |
| 九州         | 福岡県   | 福岡市消防局                             |
| 九州         | 福岡県   | 北九州市消防局                           |
| 九州         | 佐賀県   | 佐賀広域消防局                           |
| 九州         | 大分県   | 大分市消防局                             |
| 九州         | 長崎県   | 長崎市消防局                             |
| 九州         | 長崎県   | 佐世保市消防局                           |
| 九州         | 熊本県   | 熊本市消防局                             |
| 九州         | 宮崎県   | 宮崎市消防局                             |
| 九州         | 鹿児島県 | 鹿児島市消防局                           |

## 主な活動実績
- 国際消防救助隊単体での派遣（国際緊急援助隊の派遣に関する法律の施行前）
  - 1986年08月 - カメルーン共和国有毒ガスの噴出
  - 1986年10月 - エルサルバドル共和国地震災害（生存者2名救出）
- 国際緊急援助隊救助チームとしての派遣（国際緊急援助隊の派遣に関する法律の施行後）
  - 1990年06月 - イラン北西部ルードバール地震
  - 1990年07月 - バギオ大地震災害
  - 1991年04月 - バングラデシュ人民共和国サイクロン
  - 1993年12月 - マレーシアビル倒壊災害
  - 1996年10月 - エジプト・アラブ共和国ビル倒壊事故
  - 1997年09月 - インドネシア森林火災
  - 1999年01月 - コロンビア・キンディオ地震
  - 1999年08月 - トルコ共和国地震（生存者1名救出[6][7]）
  - 1999年09月 - 台湾地震災害
  - 2003年05月 - アルジェリア民主人民共和国地震災害（生存者1名救出)
  - 2004年02月 - モロッコ王国地震災害
  - 2004年12月 - インドネシア共和国スマトラ島沖地震災害
  - 2005年10月 - パキスタン地震
  - 2008年05月 - 中華人民共和国四川大地震災害
  - 2009年10月 - インドネシア共和国スマトラ島沖地震災害
  - 2011年02月 - ニュージーランド　カンタベリー地震（クライストチャーチ）
  - 2015年04月　- ネパール地震 [8]
  - 2017年09月　- メキシコ中部地震
  - 2018年02月 - 花蓮地震（国際緊急援助隊専門家チームとして派遣）
  - 2023年02月 - トルコ・シリア地震

参考文献はを参照。